# Kreissparkasse Hildburghausen
Die Kreissparkasse Hildburghausen ist eine Sparkasse in Thüringen mit Sitz in Hildburghausen. Sie ist eine Anstalt des öffentlichen Rechts.

## Geschäftsgebiet und Träger
Das Geschäftsgebiet der Kreissparkasse Hildburghausen umfasst den Landkreis Hildburghausen, welcher auch Träger der Sparkasse ist.

## Geschäftszahlen
Die Kreissparkasse Hildburghausen wies im Geschäftsjahr 2023 eine Bilanzsumme von 798,9 Mio. Euro aus und verfügte über Kundeneinlagen von 691,84 Mio. Euro. Gemäß der Sparkassenrangliste 2023 liegt sie nach Bilanzsumme auf Rang 329. Sie unterhält 14 Filialen/Selbstbedienungsstandorte und beschäftigt 113 Mitarbeiter.

## Sparkassen-Finanzgruppe
Die Kreissparkasse Hildburghausen ist Teil der Sparkassen-Finanzgruppe und gehört damit auch ihrem Haftungsverbund an. Er sichert den Bestand der Institute und sorgt dafür, dass sie auch im Fall der Insolvenz einzelner Sparkassen alle Verbindlichkeiten erfüllen können. Die Sparkasse vermittelt Bausparverträge der regionalen Landesbausparkasse, offene Investmentfonds der Deka und Versicherungen der SV SparkassenVersicherung. Im Bereich des Leasing arbeitet die Kreissparkasse Hildburghausen mit der  Deutschen Leasing zusammen. Die Funktion der Sparkassenzentralbank nimmt die Landesbank Hessen-Thüringen wahr.